# Società Sportiva Fiammamonza 2000-2001
Questa voce raccoglie le informazioni riguardanti la Società Sportiva Fiammamonza nelle competizioni ufficiali della stagione 2000-2001.

## Rosa
Rosa aggiornata alla fine della stagione.
| N. |                   | Ruolo | Calciatrice         |
| -- | ----------------- | ----- | ------------------- |
|    | Italia (bandiera) | P     | Stefania Basilico   |
|    | Italia (bandiera) | P     | Maria Elena Bassano |
|    | Italia (bandiera) | D     | Marta Longoni       |
|    | Italia (bandiera) | D     | Cristina Mitola     |
|    | Italia (bandiera) | D     | Elena Rodolfi       |
|    | Italia (bandiera) | D     | Viviana Schiavi     |
|    | Italia (bandiera) | D     | Stefania Zerboni    |
|    | Italia (bandiera) | C     | Paola Balconi       |
|    | Italia (bandiera) | C     | Martina Cortesi     |
|    | Italia (bandiera) | C     | Roberta D'Adda      |

| N. |                   | Ruolo | Calciatrice      |
| -- | ----------------- | ----- | ---------------- |
|    | Italia (bandiera) | C     | Laura Donghi     |
|    | Italia (bandiera) | C     | Monica Lanzani   |
|    | Italia (bandiera) | C     | Roberta Miranda  |
|    | Italia (bandiera) | C     | Venusia Paliotti |
|    | Italia (bandiera) | C     | Elena Rivolta    |
|    | Italia (bandiera) | C     | Daniela Stracchi |
|    | Italia (bandiera) | C     | Laura Zangari    |
|    | Italia (bandiera) | A     | Marianna Hofer   |
|    | Italia (bandiera) | A     | Debora Novelli   |
|    | Italia (bandiera) | A     | Irene Villa      |

## Calciomercato

### Sessione estiva
| Acquisti | Acquisti          | Acquisti        | Acquisti   |
| R.       | Nome              | da              | Modalità   |
| -------- | ----------------- | --------------- | ---------- |
| P        | Stefania Basilico | Vallassinese    | svincolata |
| D        | Roberta D'Adda    | Verderio        | svincolata |
| D        | Cristina Mitola   | Tradate Abbiate | svincolata |
| C        | Monica Lanzani    | ACF Milan       | svincolata |
| C        | Roberta Miranda   | ACF Milan       | svincolata |
| C        | Elena Rodolfi     | Torino          | svincolata |
| C        | Irene Villa       | ACF Milan       | svincolata |
| A        | Marianna Hofer    | Verona CF       | svincolata |

| Cessioni | Cessioni            | Cessioni | Cessioni   |
| R.       | Nome                | a        | Modalità   |
| -------- | ------------------- | -------- | ---------- |
| P        | Maria Elena Bassano | Torino   | svincolata |
| D        | Stefania Panzini    | ???      | svincolata |

## Risultati

### Serie A

#### Girone di andata
| Monza 16 settembre 2000, ore 16:00 CEST 1ª giornata        | Fiammamonza | 1 – 1 referto | Agliana | Stadio Gino Alfonso Sada |
| \| \| \| \| \| Borghi 60’ \| Marcatori \| 22’ Del Bontà \| |             |               |         |                          |
|                                                            |             |               |         |                          |
| Borghi 60’                                                 | Marcatori   | 22’ Del Bontà |         |                          |

| Arbitro: | Falso (Formia) |

|                                                                                       |           |  |
| Deiana 10’, 26’ Parejo 13’, 16’, 41’, 55’ Guarino 22’, 62’ Conti 44’ Carta 52’ (rig.) | Marcatori |  |

| Arbitro: | Rondoletti |

|             |           |                      |
| Rodolfi 19’ | Marcatori | 1’ Sodini 36’ Pasqui |

| 9 dicembre 2000, ore 14:30 CET 11ª giornata                                               | Aquile Palermo | 1 – 3 referto                      | Fiammamonza |  |
| \| \| \| \| \| Buttaccio Tardio 36’ \| Marcatori \| 12’ Novelli 48’ Paliotti 74’ Villa \| |                |                                    |             |  |
|                                                                                           |                |                                    |             |  |
| Buttaccio Tardio 36’                                                                      | Marcatori      | 12’ Novelli 48’ Paliotti 74’ Villa |             |  |

| 10 febbraio 2001, ore 14:30 CET 15ª giornata                   | Foroni    | 2 – 1 referto | Fiammamonza |  |
| \| \| \| \| \| Pellizzer 26’, 71’ \| Marcatori \| 15’ Villa \| |           |               |             |  |
|                                                                |           |               |             |  |
| Pellizzer 26’, 71’                                             | Marcatori | 15’ Villa     |             |  |

#### Girone di ritorno
| Agliana 27 gennaio 2001, ore 14:30 CET 16ª giornata                 | Agliana   | 1 – 2 referto         | Fiammamonza | Stadio comunale Germano Bellucci |
| \| \| \| \| \| Fiorini 42’ \| Marcatori \| 37’ Rodolfi 64’ Hofer \| |           |                       |             |                                  |
|                                                                     |           |                       |             |                                  |
| Fiorini 42’                                                         | Marcatori | 37’ Rodolfi 64’ Hofer |             |                                  |

| Arbitro: | Parducci (Massa) |

|                                |           |                          |
| Rodolfi 45’ (rig.) Villa 90+1’ | Marcatori | 5’, 41’ Parejo 82’ Carta |

| Arbitro: | Facchetti (Treviglio) |

|  |           |           |
|  | Marcatori | 88’ Hofer |

| Monza 28 aprile 2001 26ª giornata | Fiammamonza | 2 – 2 referto | Aquile Palermo | Stadio Gino Alfonso Sada |

| Monza 26 maggio 2001 30ª giornata | Fiammamonza | 3 – 1 | Foroni | Stadio Gino Alfonso Sada |

### Coppa Italia
| 3 settembre 2000 1º turno, gruppo 6 - 1ª giornata | Fidenza | 0 – 1 | Fiammamonza |  |

| Monza 9 settembre 2000 1º turno, gruppo 6 - 3ª giornata | Fiammamonza | 5 – 0 | Reggiana | Stadio Gino Alfonso Sada |

| Monza 18 novembre 2000 2º turno, gruppo 2 - 2ª giornata | Fiammamonza | 2 – 4 | G.E.A.S. | Stadio Gino Alfonso Sada |

| 23 dicembre 2000 2º turno, gruppo 2 - 3ª giornata | ACF Milan | 2 – 0 | Fiammamonza |  |

## Statistiche

### Statistiche di squadra
| Competizione | Punti | In casa | In casa | In casa | In casa | In casa | In casa | In trasferta | In trasferta | In trasferta | In trasferta | In trasferta | In trasferta | Totale | Totale | Totale | Totale | Totale | Totale | DR  |
| Competizione | Punti | G       | V       | N       | P       | Gf      | Gs      | G            | V            | N            | P            | Gf           | Gs           | G      | V      | N      | P      | Gf     | Gs     | DR  |
| ------------ | ----- | ------- | ------- | ------- | ------- | ------- | ------- | ------------ | ------------ | ------------ | ------------ | ------------ | ------------ | ------ | ------ | ------ | ------ | ------ | ------ | --- |
| Serie A      | 49    | 15      | 7       | 3       | 5       | 43      | 26      | 15           | 7            | 4            | 4            | 21           | 27           | 30     | 14     | 7      | 9      | 64     | 53     | +11 |
| Coppa Italia | -     | 2       | 1       | 0       | 1       | 7       | 4       | 2            | 1            | 0            | 1            | 1            | 2            | 4      | 2      | 0      | 2      | 8      | 6      | +2  |
| Totale       | -     | 17      | 8       | 3       | 6       | 50      | 30      | 17           | 8            | 4            | 5            | 22           | 29           | 34     | 16     | 7      | 11     | 72     | 59     | +13 |

### Andamento in campionato
| Giornata  | 1 | 2 | 3 | 4 | 5 | 6 | 7 | 8 | 9 | 10 | 11 | 12 | 13 | 14 | 15 | 16 | 17 | 18 | 19 | 20 | 21 | 22 | 23 | 24 | 25 | 26 | 27 | 28 | 29 | 30 |
| --------- | - | - | - | - | - | - | - | - | - | -- | -- | -- | -- | -- | -- | -- | -- | -- | -- | -- | -- | -- | -- | -- | -- | -- | -- | -- | -- | -- |
| Luogo     | C | T | C | T | C | T | C | T | T | C  | T  | C  | T  | C  | T  | T  | C  | T  | C  | T  | C  | T  | C  | C  | T  | C  | T  | C  | T  | C  |
| Risultato | N | N | V | V | P | P | P | V | P | V  | V  | V  | P  | P  | P  | V  | V  | N  | V  | N  | P  | P  | V  | P  | N  | N  | V  | N  | V  | V  |
| Posizione |   |   |   |   |   |   |   |   |   |    |    |    |    |    |    |    |    |    |    |    |    |    |    |    |    |    |    |    | 7  | 7  |

Legenda:

Luogo: C = Casa; T = Trasferta. Risultato: V = Vittoria; N = Pareggio; P = Sconfitta.

### Statistiche delle giocatrici
| Giocatore     | Serie A  | Serie A | Serie A     | Serie A    | Coppa Italia | Coppa Italia | Coppa Italia | Coppa Italia | Totale   | Totale | Totale      | Totale     |
| Giocatore     | Presenze | Reti    | Ammonizioni | Espulsioni | Presenze     | Reti         | Ammonizioni  | Espulsioni   | Presenze | Reti   | Ammonizioni | Espulsioni |
| ------------- | -------- | ------- | ----------- | ---------- | ------------ | ------------ | ------------ | ------------ | -------- | ------ | ----------- | ---------- |
| P. Balconi    | 19       | 2       | ?           | ?          | ?            | ?            | ?            | ?            | 19+      | 2+     | ?           | ?          |
| S. Basilico   | 2        | -?      | ?           | ?          | ?            | ?            | ?            | ?            | 2+       | 0+     | ?           | ?          |
| M. E. Bassano | 29       | 0       | ?           | ?          | ?            | ?            | ?            | ?            | 29+      | 0+     | ?           | ?          |
| M. Cortesi    | 27       | 1       | ?           | ?          | ?            | ?            | ?            | ?            | 27+      | 1+     | ?           | ?          |
| R. D'Adda     | 29       | 1       | ?           | ?          | ?            | ?            | ?            | ?            | 29+      | 1+     | ?           | ?          |
| L. Donghi     | 29       | 5       | ?           | ?          | ?            | ?            | ?            | ?            | 29+      | 5+     | ?           | ?          |
| M. Hofer      | 28       | 10      | ?           | ?          | ?            | ?            | ?            | ?            | 28+      | 10+    | ?           | ?          |
| M. Lanzani    | 11       | 0       | ?           | ?          | ?            | ?            | ?            | ?            | 11+      | 0+     | ?           | ?          |
| M. Longoni    | 3        | 0       | ?           | ?          | ?            | ?            | ?            | ?            | 3+       | 0+     | ?           | ?          |
| R. Miranda    | 18       | 0       | ?           | ?          | ?            | ?            | ?            | ?            | 18+      | 0+     | ?           | ?          |
| C. Mitola     | 20       | 0       | ?           | ?          | ?            | ?            | ?            | ?            | 20+      | 0+     | ?           | ?          |
| D. Novelli    | 27       | 17      | ?           | ?          | ?            | ?            | ?            | ?            | 27+      | 17+    | ?           | ?          |
| V. Paliotti   | 22       | 9       | ?           | ?          | ?            | ?            | ?            | ?            | 22+      | 9+     | ?           | ?          |
| E. Rivolta    | 8        | 0       | ?           | ?          | ?            | ?            | ?            | ?            | 8+       | 0+     | ?           | ?          |
| E. Rodolfi    | 29       | 6       | ?           | ?          | ?            | ?            | ?            | ?            | 29+      | 6+     | ?           | ?          |
| V. Schiavi    | 29       | 1       | ?           | ?          | ?            | ?            | ?            | ?            | 29+      | 1+     | ?           | ?          |
| D. Stracchi   | 15       | 1       | ?           | ?          | ?            | ?            | ?            | ?            | 15+      | 1+     | ?           | ?          |
| I. Villa      | 22       | 11      | ?           | ?          | ?            | ?            | ?            | ?            | 22+      | 11+    | ?           | ?          |
| L. Zangari    | 10       | 0       | ?           | ?          | ?            | ?            | ?            | ?            | 10+      | 0+     | ?           | ?          |
| S. Zerboni    | 24       | 0       | ?           | ?          | ?            | ?            | ?            | ?            | 24+      | 0+     | ?           | ?          |